# Carex inclinis
Espèce
Classification phylogénétique
Carex inclinis est une espèce de plantes du genre Carex et de la famille des Cyperaceae.